# 星花木兰
星花木兰（学名：Magnolia stellata），又名日本毛木兰，为木兰科木兰属的植物。分布于日本以及中国大陆的青岛、南京等地，目前已由人工引种栽培。星花蘭木的原產地為日本，因為開花的時間開得比較早，所以被視為春天的開始。《二如亭群芳譜》中記載着「玉蘭，花九瓣，色白，微碧，香味似蘭，故名。叢生，一干一花皆著木末，絕無柔條。隆冬結蕾，三月盛開。」，星花木蘭清香扑鼻，顏色鮮豔，是春季最具代表的觀賞花之一，深受花迷的喜歡。

## 参考文献

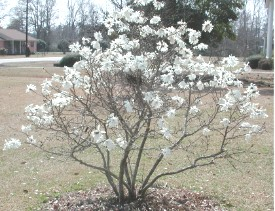
幼年星花木兰，摄於美国南卡罗来纳州海明威